# Mohsen Makhmalbaf
Mohsen Makhmalbaf (persiska: محسن مخملباف), född 29 maj 1957 i Teheran, Kejsardömet Iran, är en iransk manusförfattare, filmregissör och producent. Han är ordförande för den asiatiska filmakademin, AAFT.
Makhmalbaf är en av de regissörer som brukar anses höra till den ”nya vågen” inom iransk film. Hans Kandahar från 2001 valdes av tidningen Time till en av historiens 100 bästa. 2006 satt han med i juryn vid Filmfestivalen i Venedig.
Sedan 2005 lever Makhmalbaf i exil i Paris. Han är far till filmskaparna Samira Makhmalbaf och Hana Makhmalbaf.

## Filmografi i urval
- 1987 – Bicycleran (manus och regi)
- 1995 – Salaam Cinema (manus och regi)
- 1996 – Gabbeh (manus och regi)
- 1996 – Nun va Goldoon (manus och regi)
- 1998 – Lyssnaren (manus och regi)
- 1998 – Äpplet (manus)
- 2000 – Takhté siah (manus och produktion)
- 2000 – Dagen då jag blev en kvinna (manus och produktion)
- 2001 – Kandahar (manus, regi och produktion)
- 2001 – Raye makhfi (manus)
- 2003 – Fem på eftermiddagen (manus och produktion)
- 2003 – Osama (produktion)